# Tradicionalna tibetanska medicina
Tradicionalna tibetanska medicina vključuje mnoge sestavine zdravljenja, tehnik in drugih oblik zdravljenja, kljub temu pa je samostojen medicinski sistem. Še posebej je primerna za kronične bolezni ter psihične in psihosomatske motnje.
Izhaja iz filozofskega izhodišča, da je mikrokozmus odslikava makrokozmusa.

## Pet elementov in trije telesni sokovi
Zunanji svet in vesolje, poleg tega pa tudi človeško telo in s tem povezano zdravje so sestavljeni iz petih elemntov. To so voda, zemlja, ogenj, veter in eter. Teh pet elementov v telesu skrbi za nastajanje treh telesnih sokov: sluzi, žolča in vetra, ki kot energijska načela vplivajo na fizičnega, emocionalnega, psihičnega in duhovnega človeka. Če zaradi škodljivih vplivov nastane neravnovesje med temi sokovi, človek zboli.

### Tip vetra
Človek tipa vetra se rad smeje, razpravlja in se prepira; rada ima grenke, kisle in vroče jedi. Največ obolenj tega tipa se zgosti spomladi, izbruhnejo poleti, na jesen pa izzvenijo.
Z vetrom pogojene bolezni se pojavijo v trebušni votlini, predelu srca ter predelu nosu in žrela.

### Tip žolča
Ljudje tipa žolča se nasitijo že po majhni količini zaužite hrane, toda zelo kmalu znova postanejo lačni in žejni. Radi imajo sladke in grenke jedi.
Bolezni, ki izhajajo iz žolča zadevajo želodec, črevesje, srce, žolč in kožo.

### Tip sluzi
Ljudje tipa sluzi radi jedo kislo hrano in imajo dober apetit. Radi pomagajo, vendar so zelo zamerljivi.
Bolezni, ki so povezane s sluzjo, so najpogostejše v prsih, prebavilih, na jeziku, glavi in v sklepih.

## Diagnostika
Zajema tri diagnostične postopke: 
- poslušanje – bolnik pripoveduje o boleznih, ki jih je prebolel in o svojih življenjskih razmerah
- opazovanje – zdravnik spremlja mimiko, gibe in držo telesa bolnika, nazadnje pregleda še jezik in urin
- tipanje – je najpomembnejša tehnika, pri kateri zdravnik tipa srčni utrip in tako dobi celostno podobo o stanju notranjih organov

## Zdravljenje
Izhodišče je blaga preusmeritev organizma k bolj zdravemu načinu življenja in ponovnemu dosegu ravnovesja telesa, duha in duše.
Notranje metode zdravljenja
- Prehrana
- Zeliščno zdravljenje

Zunanje metode zdravljenja
- Tibetanska masaža hrbta
- Ventuzno zdravljenje
- Moksibustija in »zlata moksa«
- Tibetanska akupunktura
- Puščanje krvi

Duhovne metode zdravljenja
- Joga, dihalne vaje in meditacija
- Zdravljenje čaker
- Polaganje rok
- Molitve in mantre
- Vizualizacija zdravečega bude
- Tehnika sproščanja

## Raziskava
Leta 1998 so v okviru naključne, dvojno slepe raziskave dokazali, da tibetanski rastlinski pripravek padma 28 ob motnjah prekrvavitve ne le omogoča lažjo hojo, temveč tudi občutno izboljšuje krvni pretok. Od 59 preizkušancev z motnjami krvnega obtoka so eno skupino bolnikov 6 mesecev zdravili z ustreznim odmerkom (dvakrat na dan po 303 mg) padme 28, medtem ko je kontrolna skupina dobivala le placebo. V prvi skupini se je stanje izboljšalo v povprečju za 52 %, v kontrolni skupini pa le za 19 %.